# Donald Johanson
Donald Carl Johanson, né le 28 juin 1943 à Chicago, est un paléoanthropologue américain. Il est connu pour sa découverte en 1974 en Éthiopie du fossile de l'australopithèque Lucy, dans le cadre d'une expédition qu'il dirigeait conjointement avec Maurice Taieb et Yves Coppens.

## Parcours

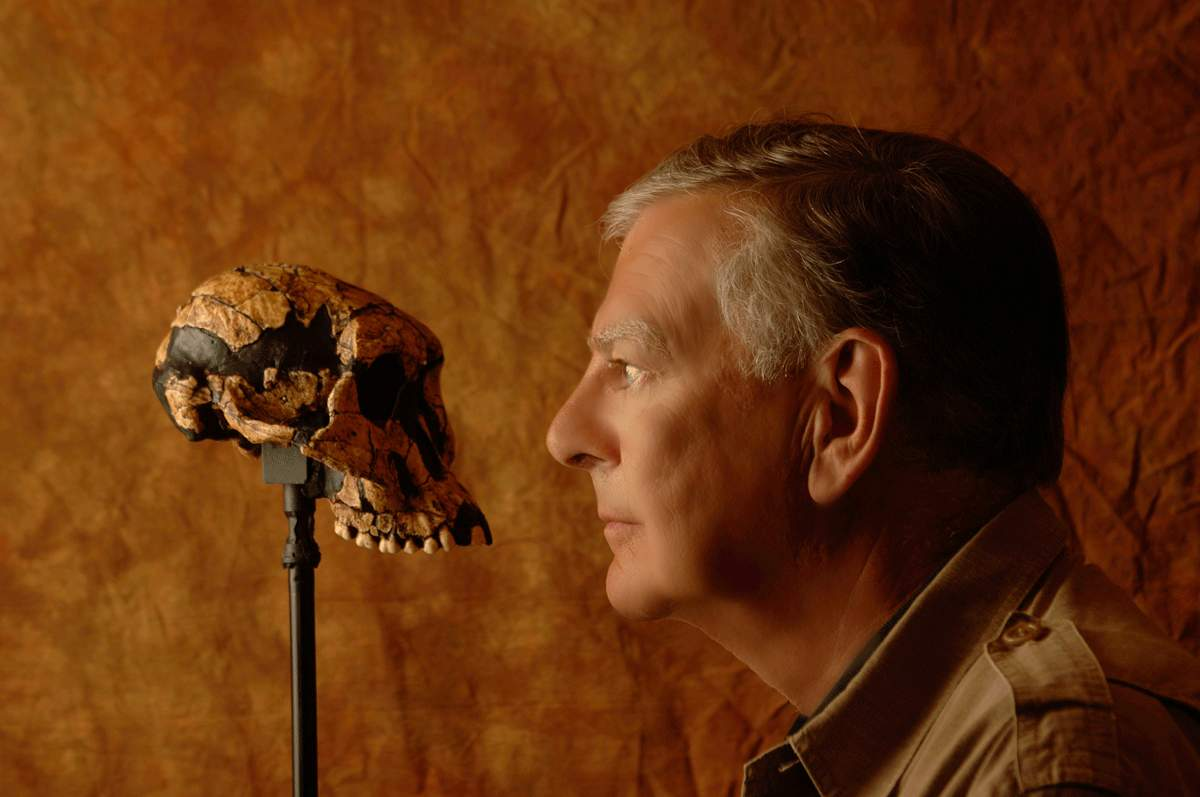
Le professeur Donald Johanson à Institut des origines humaines à l'université d'État de l'Arizona.

Donald Johanson a obtenu son bachelor à l'université de l'Illinois à Urbana-Champaign en 1966, son master's degree en 1970 et son PhD en 1974 à l'université de Chicago.
En 1974, il participe à l’International Afar Research Expedition en Éthiopie, un projet regroupant une trentaine de chercheurs américains, français et éthiopiens, qu'il codirige (pour la paléoanthropologie) avec Maurice Taieb (géologie) et Yves Coppens (paléontologie). Dans ce cadre, avec son étudiant Tom Gray, il découvre un squelette d'Australopithecus afarensis femelle de 3,18 millions d'années, sur le site de Hadar, dans la région Afar. Ce fossile, surnommé « Lucy », est relativement complet puisque 40 % des os sont présents.
En 1981, Donald Johanson fonde l’Institute of Human Origins à université de Californie à Berkeley[réf. nécessaire].
En 1998, Johanson et l'institut s'installent à l'université d'État de l'Arizona[réf. nécessaire].
Donald Johanson a longtemps été en compétition professionnelle avec Richard Leakey[réf. nécessaire].

## Hommages
L'astéroïde (52246) Donaldjohanson, qui est situé dans la ceinture principale et a été survolé en avril 2025 par la sonde spatiale Lucy, a été nommé en l'honneur de Donald Johanson par le Centre des planètes mineures en décembre 2015.

## Publications
- Donald Johanson et Maurice Taieb (1976), « Plio-Pleistocene hominid discoveries in Hadar, Ethiopia », Nature, vol. 260, p. 293-297,
- Donald Johanson, Timothy White, Yves Coppens (1978), « A new species of the genus Australopithecus (Primates : Hominidae) from the Pliocene of Eastern Africa », Kirtlandia, no 28, p. 1-14
- Donald Johanson et Maitland Edey, Lucy : une jeune femme de 3 500 000 ans, traduit de l'américain (Lucy, the beginnings of humankind), Paris, Robert Laffont, 1981  (ISBN 2-221-01200-3)
- Donald Johanson et James Shreeve (trad. Bernard Seytre), La fille de Lucy [« Lucy's child »], Paris, Robert Laffont, 1990, 346 p. (ISBN 978-2-221-06751-2)